# Varien
Нік Піттсінгер (народився 15 травня 1990 року), більш відомий під своїм псевдонімом Varien [Архівовано 16 червня 2015 у Wayback Machine.], американський композитор і продюсер.

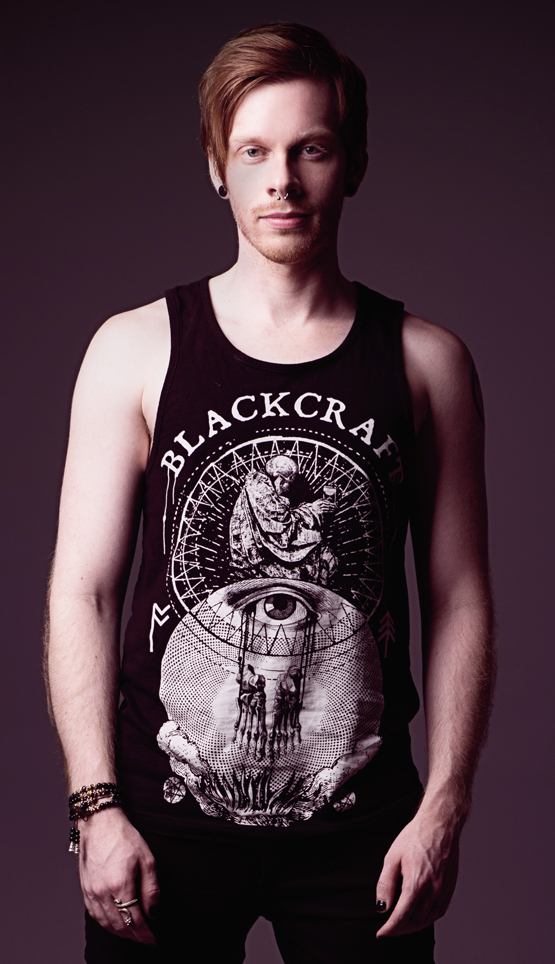
Нік Піттсінгер (Varien)

Його стилі варіюються від Електронна музика, оркестрова музика, Саундтрек, до індустріальної музики і ембієнт. Він є продюсером електронних лейблів Monstercat і FIXT, і композитором пісень, таких як «Cloak and Dagger»,  «Moonlight (feat. Aloma Steele)», і «Valkyrie (feat. Laura Brehm)» досягнули мільйони переглядів. Його музика була показана в засобах масової інформації, таких як Furious 7, Walking Dead (серіал), 300: Розквіт імперії, продувки: Anarchy, реальний світ, і багато іншого. Інші, не складаючи досягнення його включають допомогу в розробці кілька бібліотек зразків для 8dio Productions на чолі з композитором Troels Folmann і забезпечення виробництва музики підручники з YouTube, які зібрав у цілому більше 1 млн п'єси. Інші останні прізвиськами з HIS включають Shamantis, кіцуне Soundsystem і Halo Nova. [2] [3] [4] як сайд-проект, Нік Піттсінгер також виробляє музику для американських телевізійних шоу і рекламних роликів під псевдонімом Chrono Кролика.

## Історія
У серпні 2010 року Pittsinger досягається інтернет вірусний зі своєю уповільненому ремікс пісні Джастіна Бібера «U Smile» під назвою «Джастін Бібер 800% сповільнилося». Він дав інтерв'ю Entertainment Weekly, MTV, і були статті, написані про трасі зі всього світу. [5]
У липні 2011 року, Pittsinger випустив свій перший Monstercat сингл «The Force» під псевдонімом Halo Нова. Він випустив 2 інші пісні під псевдонімом Halo Нова, Triceracops і повністю Радикальна, обидва випущені на Monstercat в кінці 2011 року.
У грудні 2011 року Pittsinger був найнятий продюсер дабстеп Skrillex, щоб зробити оркестрову сюїту з своїх найпопулярніших пісень. У ванній, пісні «Scary Monsters і приємно спрайтів», «Все, що я прошу вас», «Scatta» (всі з Scary Monsters і приємно спрайтів ЕР) і «початку року» (від більш Монстри і спрайт EP) були перебудовані в оркестровій манері. На сьогоднішній день, «Skrillex Оркестрова сюїта» отримала понад 3000000 думки про YouTube. [6]
Під його «Varien» прізвисько, Pittsinger робив ремікси популярних дій, таких як Gareth Emery, Ребекка і Фіона, і Celldweller, і на сьогоднішній день залишається ветеран членом лейблом Monstercat. Він мав пісні намітити на цифровому сайті розподілу Beatport кількість разів, в тому числі «Дзеркала», «Валькірія» і "беззубий Хокінс (і його робот Jazz Band), " всі з яких хіт # 1 на відповідних графіках.
26 лютого 2013, Pittsinger випущений Виберіть свою отруту Vol. 1, збірник причепа сигнали, які він зробив виключно для цілей кіно, телебачення та ліцензування відеоігри. Виберіть свою отруту Vol. 2 прийшов рік потому.
У 2013 році Pittsinger і Klayton з Celldweller сформували кіберпанк / електронних Scandroid музичний проект. [7]
У 2014 році Pittsinger об'єднався з двох кроках від пекла на приватній трейлер кий збірник, озаглавлений Відкритий Змова. 2014 побачив достаток ліцензій на Varien. Його музика була використана в трейлерах і рекламних засобів масової інформації для 300: Розквіт імперії, кістки, продувки: Anarchy, Face Off, Топ-модель по-американськи, PlanetSide 2, і монстрів: Темний континент. Пісня Лос-Анджелеса співака Roniit в «Runaway», вироблений Varien, був використаний в декількох причепів і телевізійних рекламних роликів для фільму Loft.
У березні 2015 року було оголошено, що Varien закінчив свій дебютний альбом під назвою стародавнього & Арканов, і що він буде випущений на Monstercat Влітку 2015 року.
У квітні 2015 було оголошено, що Pittsinger сприяли оригінальні результати у фільмі Форсаж 7.

## Дискографія

### Збірники
| Рік  | Назва                                      | Дата випуску    | Лейбл         |
| ---- | ------------------------------------------ | --------------- | ------------- |
| 2014 | Open Conspiracy (with Two Steps from Hell) | приватно        | Extreme Music |
| 2013 | Pick Your Poison Vol. 1                    | 26 лютого, 2013 | FiXT          |
| 2014 | Pick Your Poison Vol. 2                    | 26 січня, 2014  | FiXT          |

### Одиночні, EPS та альбоми
| Рік  | Назва                                                              | Чарти                  | Дата випуску    | Лейбл            |
|      | Cloak and Dagger                                                   |                        | 31 жовтня, 2011 | Monstercat       |
| 2011 | Throne of Ravens                                                   | #18 Beatport Dubstep   | 23 грудня, 2011 | Monstercat       |
|      | Skrillex Orchestral Suite (Bonus Track on Skrillex's Bangarang EP) | #1 iTunes Dance Charts | 28 грудня, 2011 | Big Beat Records |
| ---- | ------------------------------------------------------------------ | ---------------------- | --------------- | ---------------- |
|      |                                                                    |                        |                 |                  |
|      |                                                                    |                        |                 |                  |
|      |                                                                    |                        |                 |                  |
|      |                                                                    |                        |                 |                  |
|      |                                                                    |                        |                 |                  |
|      |                                                                    |                        |                 |                  |
|      |                                                                    |                        |                 |                  |
|      |                                                                    |                        |                 |                  |
|      |                                                                    |                        |                 |                  |

Ремікси
Рік Виконавець Назва
Кіно / ТБ / Відео ігри
Нік Піттсінгер також складає і ліцензує музику для всіх форм візуальних засобів масової інформації.
Рік Назва